# Proprioseiopsis ovatus
Proprioseiopsis ovatus är en spindeldjursart som först beskrevs av Garman 1958.  Proprioseiopsis ovatus ingår i släktet Proprioseiopsis och familjen Phytoseiidae. Inga underarter finns listade i Catalogue of Life.